# Patria Para Todos
Patria Para Todos (PPT; deutsch Heimatland für alle) ist eine linke politische Partei in Venezuela, die 1997 gegründet wurde. Die Mehrheit ihrer Mitglieder sind ehemalige Gewerkschafter.

## Geschichte
Die PPT entstand, als sich die stärksten Unterstützer des Caracazos von der La Causa Radical abspalteten. Gleich nach der Gründung schloss sie sich Hugo Chávez an und bildete mit dessen MVR und anderen, kleineren Parteien den Polo Patriótico (deutsch Patriotischer Pol).
Im Jahr 2000 trat sie aus dieser Koalition allerdings wieder aus, da es bei der Auswahl der Kandidaten für die Wahlen (sowohl des Präsidenten als auch der Bürgermeister und Gouverneure) zu keiner Einigung kam. Trotz dieses Austritts verbündete sie sich nicht mit der Opposition. Zwei Jahre später vereinigte sie sich wieder mit dem MVR und bildet mit diesem zusammen den Bloque del Cambio (Deutsch: Block der Änderung).
Bei den Wahlen am 4. Dezember 2005 gewann sie 11 der 167 Sitze der Nationalversammlung.
Das bekannteste Mitglied der Partei war Alí Rodríguez Araque, der auch Präsident der OPEC war, im Jahr 2007 aber zur PSUV wechselte.
Die Partei unterstützte grundsätzlich den politischen Kurs von Präsident Chávez, kritisierte aber dessen Regierungsstil. Infolgedessen trat sie bei den Parlamentswahlen 2010 als eigenständige Kraft an, erreichte aber nur noch zwei Mandate, woran auch die teilweise Einführung eines Mehrheitswahlrechtes schuld war.